# Bureau (immobilier)
Pour les articles homonymes, voir Bureau et Cabinet.
 (avril 2020).
Si vous disposez d'ouvrages ou d'articles de référence ou si vous connaissez des sites web de qualité traitant du thème abordé ici, merci de compléter l'article en donnant les références utiles à sa vérifiabilité et en les liant à la section « Notes et références ».
 (avril 2025).

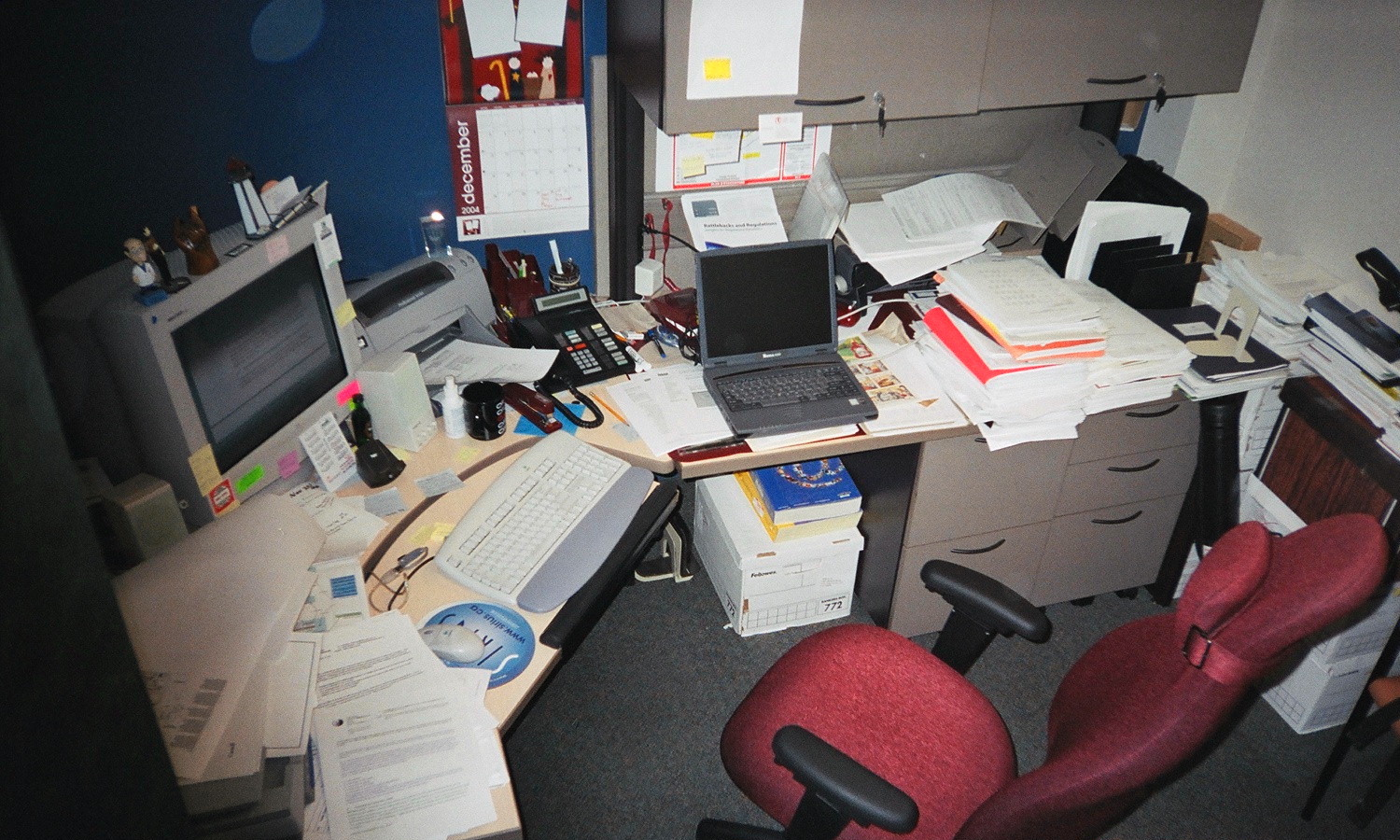
Un bureau en 2005.

Un immeuble de bureaux : la tour Initiale (anciennement tour Nobel), à La Défense, Puteaux (France).

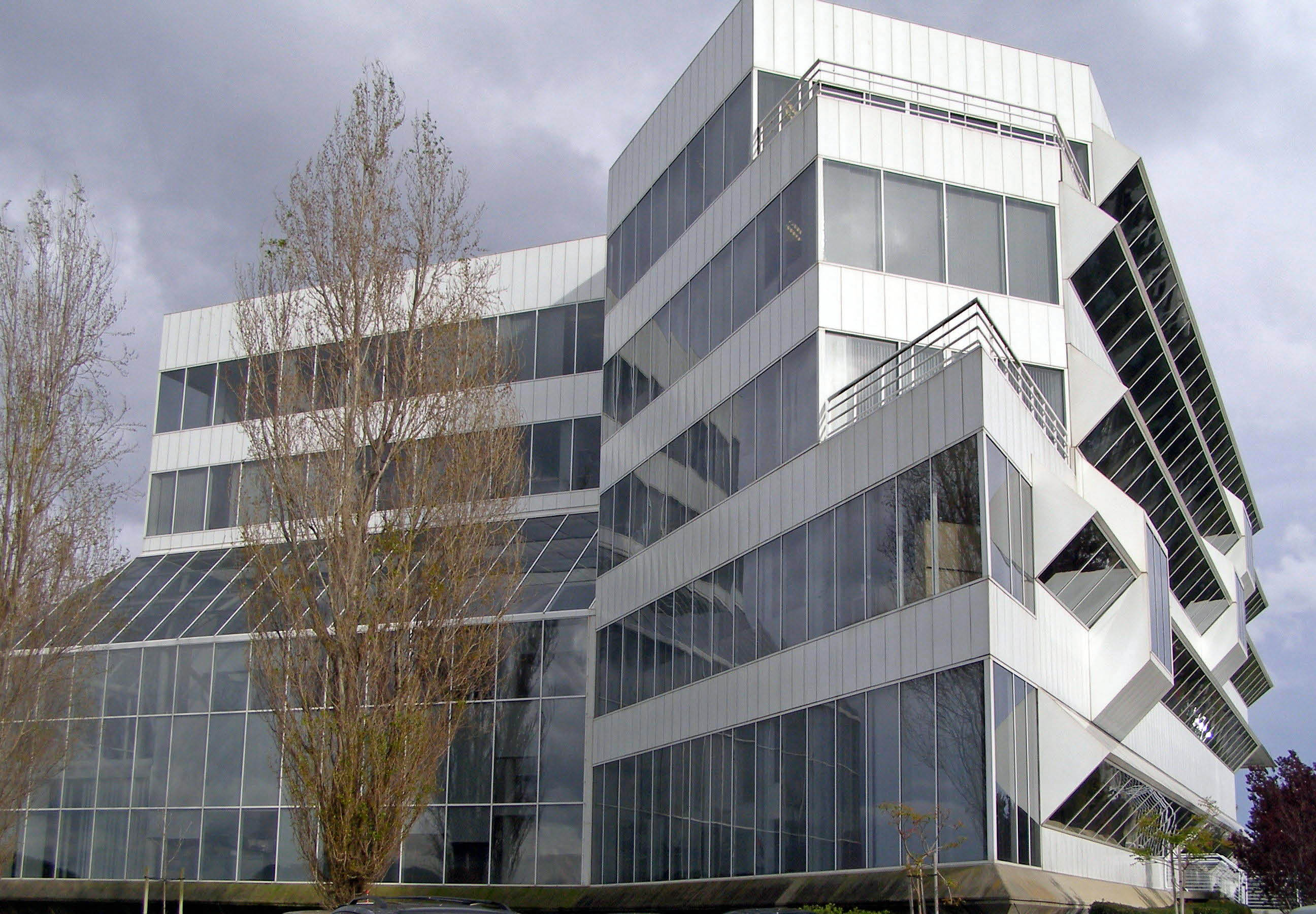
Le Dakin Building, en Californie (États-Unis), immeuble de banlieue.

En architecture intérieure, un bureau est une pièce principalement conçue et réservée au travail, dit aussi cabinet de travail. 
En immobilier, c'est un espace de travail (production, traitement et le transfert d’informations), et un domaine d'étude particulier (pour les architectes, aménageurs, ergonomes, [Sociologie du travail|sociologues du travail], designers et les fabricants de mobilier de bureau...), car les bureaux répondent à des besoins de fonctionnement, d'appropriation et de localisation particuliers et en évolution.
Les immeubles de bureaux sont des édifices consacrés aux activités de bureau. Ils se concentrent généralement dans les centres-villes ou dans des zones spécifiques des banlieues à proximité des carrefours autoroutiers (parcs de bureaux ou office parks).
La géographie des bureaux est l’étude des aspects spatiaux des activités de bureau et des espaces où elles s’exercent.
Les bureaux constituent une des fonctions (ou activités) urbaines les plus visibles car ils sont les plus exigeants en fait de concentration. Ils ont constamment poussé les villes modernes vers une plus grande densité et incité à la construction de plus hauts édifices. En cela, ils moulent le profil de nos centres-villes plus que toute autre activité.

## Classification
Selon la classification type des industries (CTI) utilisée dans les statistiques d’emploi, les catégories industrielles où se retrouvent le plus d'employés de bureaux sont :
- les intermédiaires financiers et assurances ;
- les services immobiliers et agences d’assurance ;
- les services aux entreprises ;
- les services gouvernementaux.

Le principal paramètre de la demande de bureaux est la variation de l’emploi de bureau dans le marché en cause, paramètre étroitement lié à la performance de l’économie locale. Celle-ci agit sur la demande locale d’espace de bureaux par l’intermédiaire des quatre processus suivants :
- la naissance ou le décès d’entreprises locales ;
- l’immigration ou l’émigration d’entreprises ;
- la croissance ou la réduction de l’emploi dans les entreprises existantes ;
- la migration ou amélioration des locaux d’entreprises existantes (celles qui se logeaient auparavant dans des locaux hors-marché).

Il ne faut pas confondre la classification des bureaux, en tant qu'utilisation, avec celle des espaces (ou des immeubles). Pour cette dernière, se référer à l'article immeubles de bureaux.
Les activités de bureau se divisent en deux grandes catégories : les activités du secteur tertiaire traditionnel et celles du tertiaire moteur ou secteur quaternaire, comme il est de plus en plus appelé.
Les activités du tertiaire traditionnel sont axées sur les services à la population : professionnels locaux, santé, assurance, etc. La caractéristique essentielle de ces services est la dispersion spatiale. Ils ont besoin de se localiser près de leur clientèle, les ménages, qui est fortement dispersée sur le territoire des agglomérations urbaines.
Les activités du quaternaire sont au contraire caractérisées par des exigences de concentration et de spécialisation territoriale intenses qui les confinent pratiquement dans les centres-villes et même dans le noyau central. Ceci est dû au fait qu’à cause de l’importance des échanges d’information non standardisée aux niveaux supérieurs des fonctions administratives, les contacts personnels directs constituent le canal privilégié de communication. Afin d’économiser le temps de déplacement des personnes à haute rémunération qui doivent se rencontrer fréquemment, la seule solution est encore de rapprocher physiquement leurs lieux de travail. Ces fonctions forment donc un complexe d’activités interdépendantes constitué des trois éléments qui forment l’essentiel du tertiaire moteur d’une ville : 
1. Les sièges sociaux, éléments clés du complexe à cause de leur effet multiplicateur, comportent les fonctions administratives mobiles des entreprises, soit les activités de contrôle stratégique et la gestion intermédiaire (la gestion courante reste liée à l’unité de production : l’usine) ;
2. Les services aux entreprises comprennent des fonctions qui peuvent être internalisées par l’entreprise, incluses dans ce cas aux précédentes, mais traditionnellement plus spécialisées : marketing, comptabilité, gestion, conseils juridiques, etc. ;
3. La finance, enfin, a pris une telle importance qu’elle constitue un bloc d’activités spécialisées à très forte concentration, avec des liens étroits avec les deux autres groupes.

Entre ces usages qui sont typiques des centres-villes, et les services dispersés, il y a les bureaux typiques des banlieues.
- Les services de vente et les entreprises où la vente et la représentation occupent une bonne partie du personnel. L’accessibilité automobile et le stationnement leur sont indispensables et sont de moins en moins faciles au centre-ville.

- Les back offices. Ils comportent des activités occupant en général beaucoup d’espace et axées sur les tâches subalternes. On peut y greffer le traitement informatique et les activités reliées. L’envergure de ces entreprises ainsi que leur type d’activité leur fait rechercher les importants bassins de main-d’œuvre non professionnelle.

- Les entreprises de services axées sur les entreprises industrielles. Elles tendent à graviter autour des importantes concentrations industrielles.

- Les entreprises mobiles, celles qui ne sont pas axées sur une clientèle précise mais dont le marché est dispersé. Leur liberté de mouvement leur permet de tirer profit des occasions d’économie qui se présentent.

- Les petites entreprises de professionnels, celles qui peuvent limiter leur bassin de main-d’œuvre. Elles ont tendance à se localiser en fonction du lieu de résidence des patrons, des employés, ou près de leurs principaux clients.

## Évolutions, tendances...
Depuis les années 2010 notamment, l'apparition du Web 2.0, la démocratisation de la visioconférence, la dématérialisation du courrier et les retours d'expérience des tiers-lieux, ainsi que les confinements liés à la pandémie de Covid-19 en France ont banalisé le télétravail, ont parfois changé le rapport au travail et on inscription dans le territoire. Dans certains secteurs au moins, les fonctions et la nature même du bureau évoluent (on parle ainsi de « bureau virtuel », en ligne ou dans le Cloud ; accessible via n'importe quel ordinateur partagé, appareil de type PC, PC portable, PDA, smartphone), etc..